# Piliaieve
Piliaieve – niewielka wyspa położona na Oceanie Spokojnym, w archipelagu Tuvalu, we wschodniej części atolu Nui.